# Juncus sphacelatus
Juncus sphacelatus là một loài thực vật có hoa trong họ Juncaceae. Loài này được Decne. mô tả khoa học đầu tiên năm 1844.